# 풋볼 리그 4부
풋볼 리그 4부(Football League Fourth Division)는 1958년에서 1992년까지 잉글랜드 축구의 네 번째로 높은 리그였다.

## 같이 보기
- 풋볼 리그
- 풋볼 리그 1부
- 풋볼 리그 2부
- 풋볼 리그 3부